# La Fosca
La Fosca est une entité singulière de population de la commune de Palamós, dans la région du Baix Empordà.
Elle appartenait autrefois à la municipalité de Sant Joan de Palamós, avec d'autres quartiers,. 
Cet endroit est connu pour ses plages, pour l'architecture des maisons de sa promenade et pour avoir à proximité le château de Sant Esteve de Mar (avec l'église de Sant Esteve). Il y a aussi la chapelle de Santa Maria de la Fosca, construite au milieu du XXe siècle.
Au-delà du château se trouve la Cala s'Alguer. En direction de Palamós, se trouve Cala Margarida.